# Barynotus moerens
Barynotus moerens är en skalbaggsart som först beskrevs av Fabricius 1792.  Barynotus moerens ingår i släktet Barynotus, och familjen vivlar. Arten är reproducerande i Sverige.